# Вертинский, Александр Николаевич
Алекса́ндр Никола́евич Верти́нский (9 (21) марта 1889, Киев, Российская империя — 21 мая 1957, Ленинград, СССР) — русский и советский эстрадный артист, киноактёр, композитор, поэт и певец, кумир эстрады первой половины XX века, лауреат Сталинской премии II степени (1951). 
Отец актрис Марианны и Анастасии Вертинских.

## Биография
Александр Вертинский родился 8 (20) марта 1889 года (по другим данным — 9 (21) марта 1889 года) в Киеве.
Отец Вертинского, частный поверенный Николай Петрович Вертинский (1845—1894), происходил из семьи железнодорожного служащего; помимо юридической практики, он занимался также журналистикой — публиковал в газете «Киевское слово» фельетоны под псевдонимом Граф Нивер. Мать, Евгения Степановна Сколацкая, родилась в дворянской семье. Николай Петрович не смог жениться на ней, поскольку его первая жена не давала развода, и «усыновил» собственных детей несколько лет спустя.
Мать моя — самая нежная и кроткая из всех четырёх сестёр и самая юная — пролила много слёз, расплачиваясь за свою первую и последнюю любовь. Она была изгнана из семьи, родители не признавали ни её, ни её незаконного мужа.
— А. Вертинский, «Дорогой длинною»
Когда мальчику было три года, умерла мать, а спустя два года скончался от скоротечной чахотки отец. После смерти родителей Александр и его старшая сестра Надежда оказались в разных семьях у родственников матери, причём брата уверяли в том, что сестра мертва, то же самое сказали и девочке о брате. Позже Александр и Надежда совершенно случайно встретились и очень сблизились.
В девятилетнем возрасте Александр Вертинский на отлично сдал экзамен в Первую киевскую гимназию, но через два года был исключён за неуспеваемость и дурное поведение и переведён в 4-ю Киевскую гимназию (считавшуюся учебным заведением «попроще»). Тётка, у которой мальчик жил, наказывала его за плохие отметки, на что он отвечал чтением книжек не из школьной программы, подворовывал, а также подделывал отметки. В конце концов он был исключён из 5-го класса гимназии (около 1904 года), а потом его выгнали из дома. Ещё в гимназии он восхищался театром, подрабатывал статистом в киевском театре Соловцова, хотя позже признавал свой первый актёрский опыт крайне неудачным. Поэтому именно артистическая среда обогрела его. «Почти всем нам было одинаково плохо, мы делились друг с другом всем, что у нас было, и жили как-то сообща», — вспоминал он впоследствии.
Постепенно Вертинский приобрёл репутацию начинающего киевского литератора: он писал театральные рецензии на выступления знаменитостей — Фёдора Шаляпина, Анастасии Вяльцевой, Михаила Вавича, Джузеппе Ансельми, Марии Каринской, Титты Руффо, публиковал небольшие (как правило, «декадентские») рассказы в местных газетах: в «Киевской неделе» — «Портрет», «Папиросы Весна», «Моя невеста», в еженедельнике «Лукоморье» — рассказ «Красные бабочки».
На жизнь себе Вертинский зарабатывал разными способами: продавая открытки, работая грузчиком, корректором в типографии, играя в любительских спектаклях; побыл он и бухгалтером гостиницы «Европейская», откуда был уволен «за неспособность». К этому времени относится и его знакомство с поэтами М. Кузминым, В. Эльснером и Б. Лившицем, художниками А. Осмёркиным, К. Малевичем, Н. Альтманом, М. Шагалом, философом Н. Бердяевым и другими гостями литературного салона, созданного С. Н. Зелинской, преподавательницей той самой Александрийской гимназии, из которой Вертинский был исключён (впоследствии ставшей женой Н. В. Луначарского, брата А. В. Луначарского). Софья Зелинская опекала молодые таланты и приняла «дружеское участие» в жизни Вертинского, привила ему вкус к литературе.

### Переезд в Москву
В 1913 году Вертинский, в надежде сделать литературную карьеру, переехал в Москву. Ростислав Коломиец в книге «Александр Вертинский» высказал предположение, что молодой человек отправился в путь, увидев в московском журнале «Театр и искусство» упоминание Н. Н. Вертинской, после чего обратился с письмом на адрес театра: «Милая, незнакомая Н. Н. Вертинская! У меня такая же фамилия, как у вас… У меня когда‑то была сестра Надя. Она умерла маленькой. Если бы она была жива, она была бы тоже Н. Н. — Надежда Николаевна…». Встреча состоялась, и Александр с сестрой поселились в Козицком переулке, в доме Бахрушина. Здесь он начал выступления в литературных и драматических сообществах, в том числе в качестве режиссёра (поставив «Балаганчик», одну из пьес А. Блока), некоторое время работал в ателье А. Ханжонкова.
О поэзии Блока, во многом сформировавшей его мировоззрение, Вертинский писал позже как о «стихии, формирующей наш мир»:

В нашем мире богемы каждый что-то таил в себе, какие-то надежды, честолюбивые замыслы, невыполнимые желания, каждый был резок в своих суждениях, щеголял надуманной оригинальностью взглядов и непримиримостью критических оценок. А надо всем этим гулял хмельной ветер поэзии Блока, отравившей не одно сердце мечтами о Прекрасной Даме.
Вертинский не подражал Блоку, но находился под впечатлением от его поэтических образов и собственное тогдашнее жизневосприятие впоследствии называл «очень блоковским».
В те же дни Вертинский сблизился с футуристами и познакомился с Маяковским. При этом, как отмечалось позже, философия футуристов не была близка Вертинскому; гораздо большее впечатление производили на него «поэзоконцерты» Игоря Северянина. Впрочем, о поэзии последнего Вертинский писал, что «в его стихах было подлинное чувство, талант и искренность, но не хватало вкуса, чувства меры и неподдельности чувств». Что же касается футуристов, то за исключением Маяковского, талантом которого Вертинский искренне восхищался, они, по мнению артиста, просто «эпатировали буржуа, писали заумные стихи, выставляли на выставках явно издевательские полотна и притворялись гениями».

#### Дебют в театре
В 1913 году А. Вертинский попытался осуществить давнюю мечту и поступить в Московский художественный театр, но не был принят из-за дефекта дикции: экзамен принимал сам К. С. Станиславский, которому не понравилось, что экзаменующийся плохо выговаривает звук «р».
Ещё до войны Вертинский начал выступать на сцене Театра миниатюр в Мамоновском переулке по Тверской, которым руководила М. А. Арцыбушева. Его первый номер здесь, «Танго», был выполнен с использованием элементов эротики: на сцене в эффектных костюмах танцевали прима-балерина и её партнёр, а Вертинский, стоя у кулис, исполнял песенку-пародию на происходящее. Премьера имела успех, и начинающий артист удостоился одной строчки в рецензии «Русского слова»: «Остроумный и жеманный Александр Вертинский». Впоследствии, продолжая сотрудничать с театром М. Арцыбушевой, Вертинский писал злободневные пародии («Фурлана», «Тёплый грех» и др.): они и принесли ему первые заработки.

#### Дебют в кино
Кинодебют Вертинского состоялся в 1913 году в фильме «Обрыв», где ему досталась небольшая роль одного из гостей — кадета. На этой картине Вертинский познакомился с Иваном Мозжухиным, который играл главную роль — Райского.

#### Первая мировая война: в санитарном поезде
В своих мемуарах Вертинский пишет, что в конце 1914 года, после начала Первой мировой войны, добровольно отправляется на фронт санитаром на Тыловом военно-санитарном поезде № 68 Всероссийского союза городов, который курсировал между передовой и Москвой, где работал под началом графа Никиты Толстого[уточнить] и проработал здесь до января 1915 года, сделав (согласно данным журнала) в общей сложности 35 тысяч[уточнить] перевязок. Получив лёгкое ранение, Вертинский вернулся в Москву, где узнал о смерти сестры (по слухам — от передозировки кокаина), единственного близкого ему человека. Впоследствии, 30 сентября 1916 г., он (в числе иных санитаров и сестёр милосердия поезда № 68) был награждён серебряной медалью «За усердие» на Станиславской ленте.
Вернувшись с фронта, Вертинский продолжил активно сниматься в кино. Тогда же он познакомился с Верой Холодной. Более того, согласно Д. К. Самину, автору книги «Самые знаменитые эмигранты России», именно Вертинскому Вера Холодная была обязана своим стремительным взлётом. Он первым разглядел «демоническую красоту и талант актрисы в скромной, никому не известной жене прапорщика Холодного» и привёл её на кинофабрику Ханжонкова. Вертинский был тайно влюблён в актрису и посвятил ей свои первые песни — «Маленький креольчик», «За кулисами», «Ваши пальцы пахнут ладаном».

#### Дебют на эстраде
Дебют Александра Вертинского на эстраде состоялся в 1915 году, в знакомом ему Арцыбушевском театре миниатюр, которому он предложил свою новую программу: «Песенки Пьеро». Арцыбушева одобрила идею: для артиста изготовили экзотическую декорацию, подобрали «лунное» освещение. Вертинский стал выходить на сцену загримированным и в специально сшитом костюме Пьеро, под мертвенным, лимонно-лиловым светом рампы.
Постепенно, исполняя песни как на собственные стихи, так и на стихи поэтов Серебряного века (Марина Цветаева, Игорь Северянин, Александр Блок), Вертинский выработал собственный стиль выступления, важным элементом которого стал певучий речитатив с характерным грассированием; стиль этот позволял стихам «оставаться
именно стихами на оттеняющем фоне мелодии». Вертинский и его искусство, как отмечалось, «представляли феномен почти гипнотического воздействия не только на обывательскую, но и на взыскательную элитарную аудиторию».
Основу репертуара А. Вертинского тех лет составил оригинальный материал: «Маленький креольчик», «Ваши пальцы пахнут ладаном», «Лиловый негр» (три песни, посвящённые Вере Холодной), «Сероглазочка», «Минуточка», «Я сегодня смеюсь над собой», «За кулисами», «Панихида хрустальная», «Дым без огня», «Безноженка», «Бал Господень», «Пес Дуглас», «О шести зеркалах», «Jamais», «Я маленькая балерина» (в соавторстве с Н. Грушко).
Также в репертуаре Вертинского была песня «Кокаинетка». Составитель изданного в 1990 году тома сочинений Вертинского Юрий Томашевский указывал, что автором «Кокаинетки» был Агатов. Однако в дореволюционных изданиях нот Вертинского, выпущенных Б. Л. Андржеевским, только Вертинский был указан автором музыки и слов «Кокаинетки». В воспоминаниях Вертинский указывал «Кокаинетку» как свою песню. В российском телесериале «Вертинский» рассказывается, что слова «Кокаинетки» Вертинский получил от друга. Однако в титрах сериала «Вертинский» автором музыки и слов «Кокаинетки» указан только Вертинский.
Образ Пьеро
Использование «маски» в качестве сценического образа было характерно для того времени. Отмечалось, что на выбор Вертинского оказала влияние поэзия Блока, в частности пьеса «Балаганчик» и цикл «Маски». Сам артист утверждал, что этот грим появился спонтанно, когда он и другие молодые санитары давали небольшие «домашние» концерты для раненых, и «был необходим на сцене исключительно из-за сильного чувства неуверенности и растерянности перед переполненным залом». Эта маска помогала артисту входить в образ. Его Пьеро (согласно биографии Е. Р. Секачёвой) — «комичный страдалец, наивный и восторженный, вечно грезящий о чём-то, печальный шут, в котором сквозь комичную манеру видны истинное страдание и истинное благородство».
Позже появился образ «чёрного Пьеро»: мертвенно-белый грим на лице сменила маска-домино, на смену белому костюму Пьеро пришло чёрное одеяние с белым платком на шее. Новый Пьеро (как пишет Е. Р. Секачёва) стал «в своих песенках ироничнее и язвительнее прежнего, поскольку утратил наивные грёзы юности, разглядел будничную простоту и безучастность окружающего мира». Каждую песню артист превращал в небольшую пьесу с законченным сюжетом и одним-двумя героями. Певца, который называл свои произведения «ариетками», стали называть «русским Пьеро».
Вертинский вернулся к эстрадной деятельности, поступив на работу в театр Петровский, которым руководила Марья Николаевна Нинина-Петипа; здесь его гонорар составлял уже сто рублей в месяц. С этой труппой Вертинский провёл многочисленные гастроли по стране, развивая собственный жанр песни-новеллы с кратким, но законченным сюжетом. Рецензии на его выступления — С. Городецкого и Б. Савинича — появились в газетах «Рампа и жизнь» и «Театральная газета».
Как отмечалось позже, циклы стихов Вертинского рождались «вариациями на тему»; в них он «стремился показать, что никем не понятый, одинокий человек беззащитен перед лицом огромного безжалостного мира». Отойдя от традиций русского он «…предложил эстраде другую песню, связанную с эстетикой новейших течений в искусстве и культуре, и, прежде всего, авторскую художественную песню» Вертинскому, как отмечали специалисты, удалось создать новый жанр, которого ещё не было на русской эстраде. «Я был больше, чем поэтом, больше, чем актёром. Я прошёл по нелёгкой дороге новаторства, создавая свой собственный жанр», — говорил сам Вертинский.
Яркость сценического образа «субтильного Пьеро» привела к появлению большого количества подражателей и пародистов Вертинского. В частности, были особенно известны пародийные песенки популярного артиста-эксцентрика Михаила Савоярова, который до конца 1920-х годов гастролировал по России с концертами. В своих концертах 1920-х годов Савояров переодевался, гримировался и часть второго отделения исполнял под торговой маркой (и маской) Вертинского («Пьеро»), а в сборных гастрольных программах иногда делил это занятие вместе с ленинградским артистом Валерием Валертинским, весь репертуар, псевдоним и сценический образ которого был построен на «песенках фарфорового паяца»:277-278. Это, безусловно, сослужило добрую службу Вертинскому, который, несмотря на свою краткую карьеру (менее четырёх лет) и долгое отсутствие — в итоге не только не был забыт, но и превратился в символическую (и, одновременно, символистскую) легенду дореволюционной российской эстрады.

### 1917—1920 годы
Интересно, что 25 октября (7 ноября) 1917 года — в день начала Октябрьской революции — в Москве проходил бенефис Вертинского. В то время он сотрудничал с разными антрепренёрами (Леонидовой и Варягиным, Галантером, Гроссбаумом) и много гастролировал, причём с неизменным успехом. Был дружен с писателем Львом Никулиным, который написал для него слова к песням «Возвращенье» и «Ты уходишь в далёкие страны».
Между тем, жизнь в Москве для Вертинского становилась всё труднее. Романс «То, что я должен сказать», написанный под впечатлением гибели трёхсот московских юнкеров, возбудил интерес Чрезвычайной комиссии, куда автора вызвали для объяснений.
Я не знаю, зачем и кому это нужно,

Кто послал их на смерть недрожавшей рукой,

Только так беспощадно, так зло и ненужно

Опустили их в Вечный Покой!

… И никто не додумался просто стать на колени

И сказать этим мальчикам, что в бездарной стране

Даже светлые подвиги — это только ступени

В бесконечные пропасти — к недоступной Весне!
Согласно легенде, когда Вертинский заметил представителям ЧК: «Это же просто песня, и потом, вы же не можете запретить мне их жалеть!», он получил ответ: «Надо будет, и дышать запретим!»
К. Г. Паустовский в «Повести о жизни», в книге «Начало неведомого века» рассказывает другую версию происхождения романса. Согласно Паустовскому, исполнение романса состоялось в Киеве во время боёв с петлюровцами.

Вертинский сцепил тонкие пальцы, страдальчески вытянул их вниз перед собой и запел. Он пел о юнкерах, убитых незадолго до этого под Киевом в селе Борщаговке, о юношах, посланных на верную смерть против опасной банды.

В конце 1917 года Вертинский выехал на гастроли по южным городам России, где провёл почти два года, выступая в Одессе, Ростове, Екатеринославе, на Кавказе и в Крыму, к этому времени сменив костюм Пьеро на фрак. В России в это время шла Гражданская война, и эту территорию контролировали Вооружённые силы Юга России.
В 1919 году Вертинский из голодной Москвы окончательно уехал в Киев, оттуда перебрался в Харьков, где дал множество концертов и познакомился с актрисой Валентиной Саниной, затем оказался в Одессе. Последним городом его пребывания на Родине стал Севастополь.

### Эмиграция
Из Севастополя в ноябре 1920 года на пароходе «Великий князь Александр Михайлович» вместе с остатками армии барона Врангеля Александр Вертинский переправился в Константинополь, где начал снова давать концерты — в основном, в клубах «Стелла» и «Чёрная роза».
О причинах, предопределивших эмиграцию, А. Вертинский много лет спустя писал: 

Что толкнуло меня на это? Я ненавидел Советскую власть? О нет! Советская власть мне ничего дурного не сделала. Я был приверженцем какого-либо другого строя? Тоже нет: Очевидно, это была страсть к приключениям, путешествиям. Юношеская беспечность. 
Считается, будто уже летом 1921-го Вертинский гастролировал в Румынии, однако есть свидетельство, что он оставался в Константинополе, по крайней мере, до декабря 1921 года — в частности, выступал на приёме в американском посольстве.
Купив греческий паспорт, который обеспечил ему свободу передвижения, Вертинский уехал в Румынию, где выступал в дешёвых ночных клубах и много гастролировал по Бессарабии перед русскоязычным населением. Позже певец говорил, что именно эмиграция превратила его из капризного артиста в трудягу, который зарабатывает на кусок хлеба и кров.
Вскоре (по доносу некой кишинёвской актрисы, любовницы генерала Поповича, в бенефисе которой артист отказался выступить), Вертинский был обвинён в шпионаже в пользу СССР и выслан в Бухарест. Согласно другому источнику, недовольство у местных властей вызвала огромная популярность у русского населения песни Вертинского «В степи молдаванской», которая, как предполагалось, «разжигала антирумынские настроения».

#### Польша и Германия
В 1923 году с импресарио Кирьяковым Вертинский переехал в Польшу, где ему был оказан прекрасный приём, за которым последовали многочисленные гастроли. В Сопоте Вертинский женился на богатой еврейской девушке Раисе (Рахиль) Потоцкой, которая после замужества стала Иреной Вертидис (в 1930 году брак фактически распался, хотя официально развод был оформлен только в 1941 году в Шанхае). Тогда же Вертинский обратился в советское консульство в Варшаве с просьбой о возвращении в Россию. Под прошением поставил положительную резолюцию советский посол в Польше П. Л. Войков, по совету которого Вертинский и предпринял эту попытку. В просьбе Вертинскому было отказано.
Накануне визита в Польшу румынского короля Александр Вертинский вынужден был переехать в Германию (как «неблагонадёжный элемент») и поселиться в Берлине. Ещё будучи в Польше, вместе с артистами-соотечественниками Вертинский начал гастролировать по европейским странам и постепенно завоевал популярность за рубежом, продолжая сниматься в кино и выпуская стихотворные сборники.
Европейские гастроли для артиста не были лёгким делом: отношение публики к артистам, выступавшим в ресторанах, было не таким, как в России:

Все наши актёрские капризы и фокусы на родине терпелись с ласковой улыбкой. Актёр считался высшим существом, которому многое прощалось и многое позволялось. От этого пришлось отвыкать на чужбине. А кабаки были страшны тем, что независимо от того, слушают тебя или нет, артист обязан исполнять свою роль, публика может вести себя как ей угодно, петь, пить, есть, разговаривать или даже кричать.
— А. Вертинский
В Берлине А. Вертинский продолжил активную творческую деятельность, но культурная жизнь страны, как и сама она, находились в тот момент в глубоком кризисе. К середине 1920-х годов относится вторая просьба Вертинского о возвращении на Родину, адресованная главе советской делегации в Берлине А. Луначарскому, вновь встреченная отказом.

#### Жизнь в Париже
В 1925 году Вертинский переехал во Францию, где продолжил активную концертную деятельность и создал, возможно, лучшие свои песенные произведения: «Пани Ирена», «Венок», «Баллада о седой госпоже», «В синем и далёком океане», «Концерт Сарасате», «Испано-Сюиза», «Сумасшедший шарманщик», «Мадам, уже падают листья», «Танго „Магнолия“», «Песенка о моей жене», «Дни бегут», «Piccolo Bambino», «Femme raffinée», «Джимми», «Рождество», «Палестинское танго», «Оловянное сердце», «Марлен», «Жёлтый ангел», «Ирине Строцци».
О своей «второй родине» Вертинский писал:

…Моя Франция — это один Париж, зато один Париж — это вся Франция! Я любил Францию искренне, как всякий, кто долго жил в ней. Париж нельзя было не любить, как нельзя было его забыть или предпочесть ему другой город. Нигде за границей русские не чувствовали себя так легко и свободно. Это был город, где свобода человеческой личности уважается… Да, Париж… это родина моего духа!.

Годы, проведённые в Париже, считаются расцветом творческой жизни А. Вертинского. В Париже, выступая в ресторане «Казбек» на Монмартре, «Большом Московском Эрмитаже», «Казанове», «Шахерезаде», он познакомился с представителями Романовых, великими князьями Дмитрием Павловичем и Борисом Владимировичем, европейскими монархами (Густав, король Швеции, принц Уэльский), знаменитостями сцены и экрана: Чарли Чаплином, Марлен Дитрих, Гретой Гарбо. В эти годы Вертинский сдружился с Анной Павловой, Тамарой Карсавиной и особенно Иваном Мозжухиным; с последним он сформировал своего рода тандем, снимаясь в свободное от работы на эстраде время. Близкая дружба связала его на долгие годы и с Фёдором Шаляпиным.
Среди его учениц — Людмила Лопато, певица кабаре русской эмиграции, позднее хранительница традиции исполнения русского и цыганского романса.
В своих воспоминаниях Вертинский приводит свидетельствующий об этом случай: в Париже один незнакомый английский господин попросил его исполнить свою любимую песню, названия которой он не помнил. По напетой господином мелодии Вертинский узнал своё «Танго», и исполнил его, чем англичанин остался очень доволен. Только на следующий день Александр Николаевич узнал, что этим незнакомцем был сам принц Уэльский.

#### Палестина
В 1933 году Вертинский покинул Францию и отправился по ангажементу в Ливан и Палестину. Здесь он дал концерты (в Бейруте, Яффе, Тель-Авиве, Хайфе, Иерусалиме) и повстречал некоторых своих давних знакомых. В Иерусалиме Вертинский выступил перед семитысячной аудиторией, которая принимала его очень тепло.

#### Отъезд в Америку
Осенью 1934 года Александр Вертинский на трансатлантическом лайнере «Лафайет» отплывает в Америку.
Плывя среди океанских просторов и тоскуя по родине, он пишет песню «О нас и о Родине», которая наделала столько шума за границей и за которую даже в Шанхае ему упорно свистели какие-то личности, пытаясь сорвать концерт.
На первом же концерте Вертинского в Нью-Йорке собрались многие известные представители русской эмиграции: Рахманинов, Шаляпин, Никита Балиев, Болеславский, Рубен Мамулян, а также его парижская знакомая Марлен Дитрих. Здесь состоялась премьера песни «Чужие города». После заключительной вещи, «О нас и о Родине», зал разразился овацией, которая «относилась, конечно, не ко мне, а к моей Родине», — так говорил позже об этом артист. К этому времени репертуар Вертинского стал меняться: на смену экзотическим сюжетам пришли ностальгические мотивы («Чужие города», «О нас и о Родине»), театральные персонажи, исполненные надрывных страстей, стали уступать место обычным людям, испытывающим простые человеческие чувства. В тридцатые годы впервые Вертинский стал использовать в своих песнях стихи советских поэтов.
Из Нью-Йорка Вертинский отправился в Сан-Франциско, куда он был приглашён на ряд концертов в Калифорнию. Концерты прошли удачно и на время всколыхнули обычно монотонную жизнь русской колонии. Там Вертинский встречается со многими русскими музыкантами и артистами.
Одно из его выступлений прошло в знаменитом Hollywood Breakfast Club, где собирались миллионеры. В Голливуде Вертинскому предложили сняться в фильме на английском языке; артист хорошо владел немецким и в совершенстве — французским, но (согласно Е. Р. Секачёвой) «не переносил английскую речь». Вертинский получил совет от Марлен Дитрих «преодолеть отвращение любого нормального человека и взять себя в руки», но сделать этого не сумел, и потому отказался от съёмок. Однако это не помешало ему принять приглашение М. Дитрих приехать в Голливуд и остановиться на её роскошной вилле в Беверли-Хиллз, где жили многие звёзды экрана, и прожить там какое-то время. Этому периоду Вертинский посвятил свою знаменитую песенку «Марлен».

#### Годы в Шанхае
В 1935 году из Сан-Франциско Вертинский едет в Маньчжоу-го. Сперва он жил в Харбине, где давал концерты (один из последних состоялся 2 февраля 1936 года в театре «Америкэн», вмещающем 1500 зрителей). Из Харбина Вертинский перебрался в Шанхай, где проживала большая русская колония. Здесь он пробыл до своего отъезда в СССР. Артист выступал в кабаре «Ренессанс», в летнем саду «Аркадия», в кафешантане «Мари-Роуз», но концерты не приносили ему больших гонораров: именно в эти годы впервые в эмиграции он познал нужду.
26 мая 1942 года Александр Вертинский вступил во второй брак с грузинкой Лидией Циргвава, двадцатилетней дочерью служащего КВЖД, разница в возрасте с которой у него составляла 34 года. Вскоре у него родилась первая дочь — Марианна. Чтобы прокормить семью, артисту приходилось давать по два концерта в день.
После вторжения в Китай японских войск материальное положение семьи резко ухудшилось. Лидия Владимировна Вертинская рассказывала, что во время оккупации Шанхая не было притока иностранных товаров, японцы не снабжали эмигрантов медикаментами, и даже таблетку аспирина достать было целой проблемой. Согласно её же воспоминаниям, перед каждым своим выступлением Вертинский выкупал фрак из ломбарда, а после выступлений
сдавал его снова, до следующего раза.

### Возвращение на родину
В СССР записи Вертинского запрещены не были, но считались предосудительными — свидетельством антисоветских настроений. Например, в одном из следственных дел по ст. 58 УК РСФСР (арестованный инженер обвинялся в шпионаже и диверсионной деятельности) содержится выписка из агентурной сводки Таганской тюрьмы от 02.07.1939 г.: «Арестованный [в камере] рассказывал, что из Лондона приехала к нему знакомая дама и привезла много пластинок Вертинского… Он купил у ней 15 штук… На квартире часто собирались на прослушивание его пластинок как наши русские, так и иностранцы, и дальше он рассказывал о своей распутной жизни и творящихся безобразиях в квартире».
Во второй половине 1930-х годов Вертинский неоднократно обращался в советские представительства с просьбой разрешить ему вернуться на родину. В 1937 году А. Вертинского пригласили в советское посольство в Китае и предъявили «официальное приглашение ВЦИКа, вдохновлённое инициативой комсомола». Чтобы расплатиться с долгами, артист стал совладельцем кабаре «Гардения» (уже через месяц закрывшегося), в надежде продемонстрировать лояльность советской власти — начал печататься в шанхайской советской газете «Новая жизнь», готовить воспоминания о своей жизни за рубежом. Но документы на въезд в СССР оформлены так и не были из-за начавшейся в 1939 году Второй мировой войны.
В конце марта 1943 года Вертинский предпринял очередную попытку и написал письмо на имя В. М. Молотова, в котором писал: «Жить вдали от Родины в момент, когда она обливается кровью, и быть бессильным ей помочь — самое ужасное». Разрешение было получено (во время Великой Отечественной войны было разрешено вернуться и некоторым другим деятелям культуры). Он приехал в Москву в ноябре 1943 года с женой и трёхмесячной дочерью Марианной, и поселился на улице Горького (поначалу — в гостинице «Метрополь»). Ровно год спустя у супругов родилась вторая дочь, Анастасия. Обеим девочкам Вертинский посвятил одну из самых своих известных песен того периода — «Доченьки».
Вертинский гастролировал на фронте, исполнял патриотические песни — как советских авторов, так и собственного сочинения («О нас и о родине», «Наше горе», «В снегах России», «Иная песня», «Китеж»), в 1945 году написал песню «Он», посвящённую Сталину. Его любовная лирика, несмотря на счастливый брак, была отмечена нотками безысходности и трагизма («Прощание», «Ненужное письмо», «Бар-девочка», «Убившей любовь», «Спасение», «Обезьянка Чарли», «В этой жизни ничего не водится», «Осень»); исключением было лишь стихотворение «Без женщин».
Вертинский (по воспоминаниям дочери Марианны) говорил о себе: «У меня нет ничего, кроме мирового имени». Чтобы зарабатывать на жизнь, ему снова пришлось активно начать гастроли, по 24 концерта в месяц. Только в дуэте с пианистом Михаилом Брохесом за 14 лет он дал более двух тысяч концертов, проехав по всей стране, выступая не только в театрах и концертных залах, но на заводах, в шахтах, госпиталях и детских домах.
Как отмечается в биографии Е. Р. Секачёвой, из ста с лишним песен из репертуара Вертинского к исполнению в СССР было допущено не более тридцати, на каждом концерте присутствовал цензор. Концерты в Москве и Ленинграде были редкостью, на радио Вертинского не приглашали, пластинок почти не издавали, не было рецензий в газетах. Несмотря на огромную популярность певца, официальная советская пресса к его творчеству относилась со сдержанной враждебностью. Согласно биографии артиста на сайте «Актёры советского и российского кино», «вскоре после окончания войны была развернута кампания против лирических песен, якобы уводящих слушателей от задач социалистического строительства. Напрямую о Вертинском не говорилось, но это как бы подразумевалось. И вот уже его пластинки изымаются из продажи, вычёркиваются из каталогов. Ни одна его песня не звучит в эфире, газеты и журналы о триумфальных концертах Вертинского хранят ледяное молчание. Выдающегося певца как бы не существует».
За год до смерти Вертинский писал заместителю министра культуры: 

Где-то там: наверху всё ещё делают вид, что я не вернулся, что меня нет в стране. Обо мне не пишут и не говорят ни слова. Газетчики и журналисты говорят: «Нет сигнала». Вероятно, его и не будет. А между тем я есть! Меня любит народ (Простите мне эту смелость). Я уже по 4-му и 5-му разу объехал нашу страну, я заканчиваю третью тысячу концертов!..
После войны Вертинский продолжил сниматься в кино. Режиссёры в основном эксплуатировали его характерную внешность и изысканные манеры; наиболее ярко, пожалуй, и то и другое он продемонстрировал в блестящей роли Князя в фильме 1954 года «Анна на шее». За роль в фильме «Заговор обречённых» (кардинал Бирнч) он и получил свою единственную советскую награду: Сталинскую премию (1951). Была отмечена также его работа в фильме «Великий воин Албании Скандербег», где он сыграл роль дожа Венеции.
В 1956 году Вертинский писал жене свое впечатление о докладе Хрущёва:

Я перебрал сегодня в уме всех своих знакомых и 'друзей' и понял, что никаких друзей у меня здесь нет! Каждый ходит со своей авоськой и хватает в неё всё, что ему нужно, плюя на остальных. И вся психология у него 'авосечная', а ты — хоть сдохни — ему наплевать! <…> Ты посмотри эту историю со Сталиным. Всё фальшиво, подло, неверно <…> На съезде Хрущёв сказал: «Почтим вставанием память 17 миллионов человек, замученных в лагерях». Ничего себе?! Кто, когда и чем заплатит за «ошибки» всей этой сволочи?! И доколе будут измываться над нашей Родиной? Доколе?…

Последний концерт Вертинского состоялся 21 мая 1957 года в Доме ветеранов сцены им. Савиной в Ленинграде. В тот же день Вертинский скончался от острой сердечной недостаточности в гостинице «Астория» на 69-м году жизни. Похоронен на Новодевичьем кладбище Москвы.

## Семья
Отец — Николай Петрович Вертинский (1845—1894), умер от чахотки, когда сыну было пять лет. Мать Евгения Степановна Сколацкая, умерла, когда Вертинскому было три года.
Сестра — Надежда Николаевна Вертинская.
Первая жена — Ирина Владимировна Вертидис (брак 1923—1941), что следует из свидетельства о разводе из архива певца. Сам Вертинский своей жены в мемуарах не упоминает. В конспирологической книге 1996 года «Александр Вертинский без грима» Виталий Бардадым указывает, что первую жену звали Рахиль Потоцкая, не приводя никаких источников.
Вторая жена — Лидия Владимировна Вертинская (урожд. Циргвава; грузинка, 1923—2013), актриса, художница (брак 1942—1957).
Старшая дочь — Марианна Вертинская (род. 28 июля 1943), актриса.
Старшая внучка — Александра Вертинская (род. 9 апреля 1969), художница, телеведущая. Младшая внучка — Дарья Хмельницкая (род. 1978), дизайнер.
Младшая дочь — Анастасия Вертинская (род. 19 декабря 1944), актриса.
Внук — Степан Михалков (род. 24 сентября 1966), актёр, ресторатор, сын Никиты Михалкова.

## Фильмография
- 1912 — Чем люди живы — ангел;
- 1913 — Обрыв — кадет;
- 1915 — Медовый месяц — художник;
- 1915 — Неврастеники — актёр Аржевский;
- 1915 — Поборницы равноправия — секретарь;
- 1915 — Убийство балерины Пламеневой — сыщик;
- 1916 — Чем люди живы — ангел;
- 1916 — До дна осушенный бокал — Сергей Сорин;
- 1916 — Дочь Нана — Кут;
- 1916 — Король без венца — Анатоль Северак;
- 1916 — От рабства к воле — антиквар;
- 1916 — Шахматы любви — Александр;
- 1916 — Как это было (Студенты-соперники) — Павел;
- 1916 — Падающего толкни — Ставрин (в роли больного);
- 1917 — Жизнь начинается завтра — Леонид Басманов;
- 1917 — Золотой вихрь
- 1917 — На грани трёх проклятий — юноша;
- 1917 — Обломки крушения — Стефан;
- 1928 — Тайны Востока (киностудия «УФА», Германия) — визирь;
- 1930 — Конец мира (La fin de monde) — эпизод;
- 1950 — Заговор обречённых — кардинал Бирнч
- 1953 — Великий воин Албании Скандербег — дож Венеции
- 1954 — Анна на шее — князь
- 1955 — Пламя гнева — Пан Беневский / католический прелат
- 1956 — Кровавый рассвет — пан Савченко

## Признание и память

### Награды
- Нагрудная серебряная медаль «За усердие» на Станиславской ленте (1916)[40].
- Сталинская премия второй степени (1951)[41] — за исполнение роли кардинала Бирнча в фильме «Заговор обречённых» (1950).

### Память
- Артисту посвящена одна из витрин киевского Музея одной улицы. Здесь представлены автографы А. Вертинского с текстами отдельных песен, фотографии, коллекция грампластинок 1930—1950-х годов и фигура грустного Пьеро, которая была сценическим образом Александра Николаевича.

В 2009 году музей представлял выставку «Александр Вертинский: Я готов целовать твои улицы…», посвящённую 120-летию со дня рождения выдающегося певца-шансонье.
- В память артиста астроном Крымской астрофизической обсерватории Людмила Карачкина назвала астероид (3669) Вертинский, открытый 21 октября 1982 года[43].
- Памятник на Андреевском спуске в Киеве, открыт 21 марта 2019 года[44].

### Документальные фильмы и телепередачи
- 1990 — Я вернулся домой. А. Вертинский (ЦТ СССР).
- 1990 — Одиссея Александра Вертинского («Лентелефильм»); DVD — «Кармен-видео», 2003.
- 1998 — Звёзды французского кино. Парижские тайны Эльдара Рязанова. Выпуск 4. («РЕН ТВ»).
- 2004 — XX век. Избранное. «Русский Пьеро». Александр Вертинский (ГТРК «Культура»).
- 2006 — Исторические хроники с Николаем Сванидзе. 1951. Родная кровь. Александр Вертинский и другие (ГТПК «Россия»).
- 2008 — Кумиры о кумирах. Алексей Кортнев об Александре Вертинском (Телеканал «Звезда»).
- 2010 — Гитара семиструнная. «Александр Вертинский. Мне нужна лишь тема…» (ГТРК «Культура»).
- 2011 — Александр Вертинский. Жизнь после смерти (Телеканал «Кто есть кто», «НТВ+»)[45].
- 2014 — «Вертинские. „Наследство короля“» («ТВ Центр»)[46].
- 2017 — «Александр Вертинский. „Последний день“» («Звезда»)[47].
- 2020 — Вертинский. Одинокий странник (Телеканал «НТВ Мир»).
- 2021 — «Александр Вертинский. „Жил я шумно и весело“» («Первый канал»)[48][49].

### Образ и творчество Вертинского в культуре
- В биографическом фильме 1942 года «Котовский», посвященном легендарному красному командиру, есть эпизод с певцом-актёром в «кабаке». Актёр, невероятно похожий на Вертинского, исполняет песню «Безноженька».
- Карикатурный образ Вертинского («Вертинский ломался, как арлекин,// В ноздри вобрав кокаина…») содержится в стихотворении Михаила Кульчицкого «Маяковский (Последняя ночь государства Российского)» (1939 г.).
- В 1990 году Олег Погудин представил программу «Я — артист!» по песням Вертинского. Кроме того, его дипломной работой был моноспектакль, в котором он исполнял песни из репертуара Вертинского, а в 1998 и в 2001 годах вышли диски «Можно мне Вас тихонько любить…» и «Панихида хрустальная» с песнями Вертинского.
- В 1991 году Николай Никитский записал пластинку песен Александра Вертинского.
- В 1992—1993 годах Валерий Ободзинский записал альбом «Дни бегут» (песни Александра Вертинского).
- В 1993 году Борис Гребенщиков записал альбом «Песни Александра Вертинского».
- Название песни Вертинского «Ваши пальцы пахнут ладаном» использовано в одноимённом художественном фильме 1993 года.
- В 2000 году состоялась премьера спектакля «Александр Вертинский. Жёлтое танго». В роли Вертинского — Сергей Федотов.
- В 2001 году вышел диск Ирины Богушевской и Александра Ф. Скляра «Бразильский крейсер. Странные песни Александра Вертинского».
- В 2005 году рок-музыканты Глеб Самойлов и Александр Ф. Скляр выпустили музыкальный спектакль под названием «Ракель Меллер — Прощальный ужин», в котором исполнили песни А. Вертинского.
- В 2010 году группа «Чёрный кофе» выпустила сингл «Путёвка в ад» с перепетой песней Вертинского «Полукровка».
- В 2012 году вышел диск Александра Ф. Скляра «Русское солнце» с песнями Вертинского.
- В 2021 году состоялась премьера сериала «Вертинский» режиссёра и сценариста Авдотьи Смирновой о жизни и творчестве артиста (роль которого сыграл актёр Алексей Филимонов)[50].

## Дискография
Самые первые грамзаписи Вертинского (48 песен) были сделаны в 1930/31 годах фирмами Parlophone (Германия — Англия — Франция) и Odeon (Германия). См. полную дискографию, включающую издания на грампластинках, в отдельной статье. Здесь указаны лишь официальные издания на компакт-дисках.
- 1993 — Vertinski (Русский сезон, RSCD 0002; 2000 Boheme Music, CDBMR 007143)
- 1994 — То, что я должен сказать (Мелодия, MEL CD 6 00 0621)
- 1995 — Песни любви (RDM, CDRDM 5 06 089; 1999 Boheme Music, CDBMR 908089)
- 1996 — Vertinski (2CD, Le Chant du Monde, LDX 274939—40)
- 1996 — Жёлтый ангел (CD-Media, CDM 96—3; 1997 ЦВПИКНО, АВ 97—YA)
- 1997 — Неизданное (ЦВПИКНО, АВ 97—1)
- 1999 — Легенда века (Boheme Music, CDBMR 908090)
- 2003 — Vertinsky Remixed by Cosmos Sound Club (Limited Edition, no label, б/№)